# Тур де Франс 2018.
Тур де Франс 2018 било је 105 издање најпрестижније бициклистичке трке на свијету, једне од три Гранд тур трке — Тур де Франса. Старт Тура 2018 био је у Вандеји, у региону Лоара. Регион Лоара био је домаћин првог Тура — 1903, а од тада је Тур кроз градове Лоаре пролазио девет пута, од тога пет у Вандеји. Тур је завршен 29. јула у Паризу.
Тур је имао 21 етапу: шест брдских, од којих је циљ три етапе био на брду, један индивидуални и један екипни хронометар, осам равних етапа које пружају шансу спринтерима и пет модерних, технички захтјевних етапа; Дистанца од 3.351 km (2.082 mi) била је најкраћа у 21. вијеку. Трка је била технички захтјевна, са успонима Алп д’Иез и Кол ди Турмале, који нису били укључени на трци претходне три године. На Туру се нашла и калдрмисана секција која се вози на Париз—Рубеу, укупне дужине 21,7 km, док је одлучујућа етапа у борби за побједу била етапа 20, на којој је вожен брдски хронометар.
Тур је стартовао недељу дана касније од уобичајеног термина, да би се избјегло поклапање са Свјетским првенством у фудбалу 2018.
Тур је освојио Герент Томас, минут и 51 секунду испред Тома Димулена, који је на другом мјесту завршио и Ђиро д’Италију 2018, у мају. Трећи је завршио четвороструки побједник Тура — Крис Фрум, који је у мају освојио Ђиро и покушао је да освоји Ђиро - Тур дабл, који је последњи пут освојио Марко Пантани 1998. године. Димулен и Фрум су тако постали први возачи након Пантанија 1998, који су завршили обје трке на подијуму. Томас је на Тур дошао као главни помоћник Криса Фрума, али и као план Б ако Фрум не буде у доброј форми. Жуту мајицу узео је на етапи 11, остварио двије етапне побједе и освојио је Тур. Томас је тако постао први Велшанин који је освојио Тур и трећи Британац; такође, Томас је први британски побједник Тур де Франса који је рођен у Британији, с обзиром на то да је Бредли Вигинс рођен у Белгији, а Крис Фрум у Кенији.
Петер Саган освојио је класификацију по поенима, укупно шести пут, чиме је изједначио рекорд Ерика Цабела. Класификацију је освојио са 477 поена, што је нови рекорд; такође остварио је три етапне побједе, што је највећи број побједа једног возача на Туру 2018. Жилијен Алафилип је освојио брдску класификацију, уз двије етапне побједе, док је Пјер Латур освојио класификацију за најбољег младог возача, испред Колумбијца из Скаја — Егена Бернала, који је током трке радио за Томаса и Фрума. Награду за најагресивнијег возача освојио је Ирац Данијел Мартин, док је најбољи тим био Мовистар, чија два возача су и завршила у топ 10 у генералном пласману: Микел Ланда и Наиро Кинтана.
Тур су обиљежила и одустајања фаворита; Ричи Порт је напустио трку након тешког пада на деветој етапи, док је на етапи 12 Винченцо Нибали морао да напусти трку након пада у инциденту са полицијским мотором. Због завршетка етапе ван временског лимита, Тур је морало да напусти пет најбољих спринтера: Марк Кевендиш, Марсел Кител, Андре Грајпел, Фернандо Гавирија и Дилан Груневеген. Кевендиш и Кител су напустили трку након етапе 11, с тим да је Кевендиш једини од пет спринтера који је етапу завршио; Гавирија, Грајпел и Груневеген напустили су трку током етапе 12, јер су били превише далеко да би је завршили у временском лимиту.

## Промјене
Организатори Тура и Вуелта а Еспање, Амори спортска организација је заједно са конзорцијумом RCS Sport (организатори Ђиро д’Италије), покренула иницијативу о смањењу броја возача на Гранд тур тркама са девет на осам; што UCI првобитно није прихватио и број возача је остао исти за 2017. годину. UCI је касније прихватио приједлог и од 2018. број возача је смањен на осам, што значи да умјесто 198 на Туру 2018. учествује 176 возача.
Објављено је да ће бонификација на крају етапа бити 10, 6 и 4 секунде за прву тројицу, док су се на пролазним циљевима додјељивале 3, 2 и 1 секунда за прву тројицу.

## Тимови
На Тур де Франсу 2018 учествовала су 22 тима, са по осам возача. 18 ворлд тур тимова имало је аутоматску позивницу, док су организатори трке — Амори организација додијелили четири вајлд кард позивнице. Шест континенталних тимова било је у игри за добијање вајлд карда: Кофидис, Директ Енержи, Фортунео—Самсик, Делко—Марсељ Провенс КТМ, Витал Консепт и Ванти—Груп Гобер, једини тим ван Француске. Кофидис и Директ Енержи су учесници Тура годинама уназад и очекивало се да ће добити позивнице и за 2018; Фортунео—Оскаро тим је добијао позивницу у претходна четири издања и за њих вози побједник брдске класификације 2017 — Ворен Барги, те се претпостављало да ће и они добити позивницу. Једина непознаница била је четврта вајлд кард позивница. Сигурно је било да неће припасти тиму Делко; између Витал Консепта и Ванти—Груп Гобера, ближи добијању позивнице био је Ванти, који је на Туру дебитовао 2017, док је Витал Консепт тек формиран.
Вајлд кард тимови објављени су 8. јануара 2018, позивнице су добили: Кофидис, Директ Енержи, Фортунео—Самсик и Ванти—Груп Гобер. Брајан Кокар, возач Витал Консепта, тражио је од организатора Тура да им додијеле вајлд кард, али је директор Тура, Кристијан Придом, тражио од њих стрпљење, истакавши да Тур нема праксу да додјељује вајлд кард тимовима у првој години постојања.
Од 176 возача, њих 35 возило је Тур де Франс по први пут. Трку је завршило укупно 145 возача. Возачи који су наступили долазили су из 30 држава; седам држава је имало преко десет возача: Француска (35), Белгија (19), Холандија (13), Италија (13), Аустралија (11), Њемачка (11) и Шпанија (11). Просјечан број година возача био је 29.37, најмлађи возач био је Еган Бернал из тима Скај, док је најстарији био Франко Пелицоти из Бахреин—Мериде. Најмлађи просјечни број година имао је тим Групама—ФДЈ, док је настарији просјечни број година имао тим Бахреин—Мерида.
Тимови учесници:
UCI ворлд тур тимови:
| - АГ2Р Ла Мондијал - Астана - Бахреин–Мерида - БМЦ - Бора–Ханзгро - Дименжен Дата - ЕФ Едукатион Фирст—Драпак - Каћуша - Квик–Степ Флорс | - ЛотоНЛ–Јумбо - Лото–Судал - Мичелтон–Скот - Мовистар - Скај - Санвеб - Трек–Сегафредо - UAE тим Емирејтс - Групама—ФДЈ |

 Континентални тимови:
| - Ванти—Груп Гобер - Директ Енержи | - Кофидис - Фортунео—Самсик |

## Рута и етапе
Тур де Франс 2018 стартовао је у региону Венде, 7. јула, завршио се три недеље касније, 29. јула у Паризу. Етапе су практично биле подијељене у два дијела, првих девет етапа је описано као етапе за спринтере и ал араундере. Прва етапа од Нормутјен ен Ила до Фонте ле Конта укључивала је вожњу 100 km поред обале, док је пут до циља био кривудав. На трећој етапи вожен је екипни хронометар у дужини од 35 km, који је неке возаче могаоо значајно да удаљи од побједе, у случају већих временских разлика. Четврта етапа вожена је од Ла Бала до Сарзоа, гдје живи предсједник UCI-ја — Давид Лапартјен. Директор Тура — Кристијан Придом описао је пету етапу као погодну за возаче који возе арденске класике, због терена.
Циљ шесте етапе био је на Мур де Братањи, 2 km дугом успону, који се возио двапут на етапи. На Бретањи је Кадел Еванс тријумфовао 2011, на путу до побједе на Туру. Спринтери су прилике имали и на седмој и осмој етапи које су вожене до Шартра и Амјена, док су на деветој етапи вожене и калдрмисане секције са Париз—Рубеа. Калдрма се и раније возила на Туру, али никад у оволиком броју — вожено је 15 секција укупне дужине 21,7 km. Циљ је био ван велодрома у Рубеу, док су пад или проблем са бициклом могли да доведу да великих временских разлика.
Десета етапа од Ансија до Ле Гран Борнана означила је почетак другог дијела трке — брдског. Етапа је почела дугим успоном Кол де ла Кроа Фри, након којег је слиједио Монте ди Плато де Жилере 6 km са просјечним нагибом 11 процената. Након преласка преко успона, ишло се два километра по земљаном путу око Платоа, а затим успон Кол де ла Ром у дужини од 12 km, 6 km спуст и последњи успон дана — Кол де ла Колумбијер. Етапа 11 била је кратка, 108 km, али су такође вожена четири успона, од којих је последњи — Бурж Сен Морис дуг 20 km. Етапу 12 је Крис Фрум окарактерисао као краљевску, јер је садржала три дуга и стрма успона. Први је Кол де ла Маделена дуг 20 km, након чега је вожен Кол де ла Кроа де фер укупне дужине 30 km, али са доста равних секција. Последњи успон дана био је Алп д’Иез, 13.8 km дужине, уз просјечан нагиб 8,1%. Трка не иде на југ Француске и обалу Медитерана, пролази кроз Пиринеје, уз равну етапу до Валансе, након чега је слиједила средња брдска етапа 14, са успоном Коте де ла Кроа Неуве дужине 3 km са 10 процената просјечним нагибом. На етапи 15 вожена је такође средња брдска етапа, са три успона, по један треће, друге и прве категорије. Након успона прве категорије слиједило је 20 km низбрдо и по равном до циља.
На етапи 16 од Каркасона до Бањер де Лишона вожена су три велика успона у последњих 80 km. Године 2015, Фрум је напао на спусту са Кол ди Портилона и узео жуту мајицу. Етапа 17 била је једна од најкраћих друмских етапа у последњих 30 година. Укупна дужина била је 65 km, од чега су успони заузимали 38 km. Циљ је био на успону Кол де Порте, који је дуг 16 km, са просјечним нагибом 8.7 процената. Кол де Порте се 2018 нашао по први пут на Тур де Франсу. Етапа 18 од Тре Сир Беза — Поа била је равна, док су на етапи 19 поново вожени Пиринеји. Етапа је била дуга 200 km, вожено је шест успона. Два успона четврте категорије на почетку етапе, након чега је слиједио успон прве категорије — Кол д’Аспен, дуг 12 km, са просјечним нагибом 6,5%. Са Аспена је слиједио дуг спуст, након чега је одмах кренуо успон екстра категорије — Кол ди Турмале, дуг 17,1 km, са просјечним нагибом 7,3%. Након дугог спуста са Турмалеа, вожено је по равном, послије чега је слиједио успон друге категорије — Кол де Бордере, дуг 8,6 km, са просјечним нагибом 5,8%. Одмах након спуста са Бордереа вожен је успон екстра категорије — Кол д’Обиск, дуг 16,6 km, са просјечним нагибом 4,9%. Након Обиска слиједило је 20 km спуста до циља. Побједник Тура 2018. одлучен је на брдском хронометру на етапи 20, дужине 31 km, од Сен Пер си Нивела до Епелета. Успон Кол де Пинодета, вожен је након 28 km, дужине 900 m, док је просјечан нагиб био 10.2 процента. Последња етапа вожена је од Уја до Париза, гдје је на Јелисејским пољима био традиционални крај трке.
Званична рута Тур де Франса 2018, објављена је 17. октобра 2017.
| Етапа | Датум   | Рута                               | Дистанца | Тип | Тип                       | Побједник          |
| ----- | ------- | ---------------------------------- | -------- | --- | ------------------------- | ------------------ |
| 1     | 7. јул  | Нормутјен ен Ил — Фонте ле Конт    | 189 km   |     | Равна етапа               | Фернандо Гавирија  |
| 2     | 8. јул  | Мујеро сен Жермен — Ла Рош сир Јон | 183 km   |     | Равна етапа               | Петер Саган        |
| 3     | 9. јул  | Шоле — Шоле                        | 35 km    |     | екипни хронометар         | БМЦ                |
| 4     | 10. јул | Ла Бал — Сарзо                     | 192 km   |     | Равна етапа               | Фернандо Гавирија  |
| 5     | 11. јул | Лорјан — Кемпер                    | 203 km   |     | Средње тешка брдска етапа | Петер Саган        |
| 6     | 12. јул | Брест — Мур де Бретањ              | 181 km   |     | Средње тешка брдска етапа | Данијел Мартин     |
| 7     | 13. јул | Фужер — Шартр                      | 231 km   |     | Равна етапа               | Дилан Груневеген   |
| 8     | 14. јул | Дре — Амјен                        | 181 km   |     | Равна етапа               | Дилан Груневеген   |
| 9     | 15. јул | Арас — Рубе                        | 154 km   |     | Равна етапа, са калдрмом  | Џон Дегенколб      |
|       | 16. јул | Анси                               |          |     | Дан одмора                |                    |
| 10    | 17. јул | Анси — Ле Гран Борнан              | 159 km   |     | Тешка брдска етапа        | Жилијен Алафилип   |
| 11    | 18. јул | Албервил — Ла Розјер               | 108 km   |     | Тешка брдска етапа        | Герент Томас       |
| 12    | 19. јул | Бур Сен Морис — Алп д’Иез          | 175 km   |     | Тешка брдска етапа        | Герент Томас       |
| 13    | 20. јул | Бур д’Оазан — Валанс               | 169 km   |     | Равна етапа               | Петер Саган        |
| 14    | 21. јул | Сен Пол Троа Шато — Менд           | 187 km   |     | Средње тешка брдска етапа | Омар Фраиле        |
| 15    | 22. јул | Мијо — Каркасон                    | 181 km   |     | Средње тешка брдска етапа | Магнус Корт Нилсен |
|       | 23. јул | Каркасон                           |          |     | Дан одмора                |                    |
| 16    | 24. јул | Каркасон — Бањер де Лишон          | 218 km   |     | Тешка брдска етапа        | Жилијен Алафилип   |
| 17    | 25. јул | Бањер де Лишон — Сен Лари Сулан    | 65 km    |     | Тешка брдска етапа        | Наиро Кинтана      |
| 18    | 26. јул | Тре Сир Без — По                   | 172 km   |     | Равна етапа               | Арно Демар         |
| 19    | 27. јул | Лурд — Ларин                       | 200 km   |     | Тешка брдска етапа        | Примож Роглич      |
| 20    | 28. јул | Сен Пер си Нивел — Епелет          | 31 km    |     | Индивидуални хронометар   | Том Димулен        |
| 21    | 29. јул | Уј — Париз (Јелисејска поља)       | 115 km   |     | Равна етапа               | Александер Кристоф |

## Класификације
На Тур де Франсу, као и на друге двије гранд тур трке, додјељују се четири различите мајице — за четири класификације. Поред четири главне, постоје и мање класификације, за које се не додјељују мајице.
- Прва и најважнија класификација је генерални пласман; побједник генералног пласмана је и побједник Тура. Пласман се рачуна тако што се на времена возача остварена на првој етапи, додају времена остварена на свакој наредној.[65] Три првопласирана возача на свакој етапи добијају временску бонификацију (10, 6 и 4 секунде); такође, на првих девет етапа налазили су се означени пролазни циљеви на којима су се првој тројици возача додјељивале секунде бонификације (3, 2 и 1). Ови пролазни циљеви нису доносили бодове за класификацију по поенима, док пролазни циљеви за класификацију по поенима нису носили секунде бонификације.[66] За све падове унутар последњих три километра етапа, (изузев етапа са брдском завршницом и хронометара), сви возачи који су учествовали у паду добијају исто вријеме као и група у којој су се налазили прије пада.[67] Возач са најмањим укупним временом је побједник генералног пласмана и побједник Тура.[65] Лидер генералног пласмана носи жуту мајицу.[68]

- Једна од другостепених класификација на Туру је класификација по поенима. Првих 15 возача на свакој етапи добијају поене, док број поена који се додјељује зависи од типа етапе.[69]
  - на равним етапама добија се највише поена, да би се пружила већа шанса спринтерима: 50, 30, 20, 18, 16, 14, 12, 10, 8, 7, 6, 5, 4, 3, 2;[69]
  - На средње тешким брдским етапама разлика између поена је мања, јер се очекује да у борби буду возачи којима класификација по поенима није примарни циљ: 30, 25, 22, 19, 17, 15, 13, 11, 9, 7, 6, 5, 4, 3, 2;[69]
  - Број поена који се додјељују на тешким брдским етапама, хронометрима и пролазним циљевима на свакој етапи су исти: 20, 17, 15, 13, 11, 10, 9, 8, 7, 6, 5, 4, 3, 2, 1.[69] Лидер класификације по поенима носи зелену мајицу.[68]

- Једна од другостепених класификација је и брдска класификација. За брдску класификацију, поени се додјељују првим возачима који пређу преко назначених успона. Успони су категоризовани у пет категорија, узевши у обзир дужину, просјечни нагиб и друге аспекте. Од најтеже до најлакше, категорије су класификоване:[69]
  - Екстра категорија: поене добијају десет првих возача преко успона екстра категорије (25, 20, 16, 14, 12, 10, 8, 6, 4, 2);[69]
  - Прва категорија: на успонима прве категорије поене добија шест првопласираних возача (10, 8, 6, 4, 2, 1);[69]
  - Друга категорија: поени се додјељују четворици првопласираних возача преко успона (5, 3, 2, 1);[69]
  - Трећа категорија: поене добијају само прва двојица преко успона (2, 1); [69]
  - Четврта категорија: поен добија први возач који пређе преко успона четврте категорије (1).[69]

На свакој етапи којој је циљ на успону друге, прве или екстра категорије, поени који се додјељују су дуплирани. На Туру 2018, поени су дуплирани на три етапе: 16, 17 и 19. Лидер брдске класификације носи тачкасту мајицу (бијела мајица са црвеним тачкицама).
- Четврта мајица која се додјељује је за најбољег младог возача. Лидер се одлучује по оствареном времену, исто као и за генерални пласман; у класификацији се такмиче само возачи млађи од 25 година, односно возачи рођени након 1. јануара 1993.[69] Лидер класификације носи бијелу мајицу.[68]

- Последња класификација је тимска класификација. Класификација се рачуна тако што се сабирају времена прва три возача из сваког тима на крају етапе. У случају истог времена два или више тимова, број етапних побједа одлучује побједника, након чега иде број других мјеста, а уколико су изједначени по свему, одлучује пласман возача тих тимова у генералном пласману.[69] Возачи који возе за водећи тим, носе жуте бројеве на мајицама и жуте кациге.[71]

Поред главних класификација, постоје мање класификације и награде. Награда за најагресивнијег возача додјељује се након сваке етапе возачу који се, по мишљењу судија, највише трудио и показао најбоље квалитете спортисте. Награда за најагресивнијег возача се не додјељује на хронометрима и последњој етапи. Добитник награде на наредној етапи носи црвени број на полеђини дреса. На крају Тура, судије бирају најагресивнијег возача цијеле трке, коме се додјељује признање.
Укупан наградни фонд на трци износи 2 287.750 евра. Побједник трке добиће 500.000 евра, другопласирани ће добити 200.000, док ће трећепласираном припасти 100.000 евра. Новчане награде добијају возачи до 160 мјеста у генералом пласману. Лидери класификација на крају сваке етапе добијају новчане награде; побједници брдске и класификације по поенима добијају по 25.000 евра, док најбољи млади и најагресивнији возач добијају по 20.000. Побједник тимске класификације добија 50.000 евра. Побједници сваке појединачне етапе добијају по 11.000, док се новац додјељује свима закључно са позицијом 20 на етапи. Поред ових, постоје и двије посебне награде, обје у износу од 5.000 евра. Сувенир Анри Дегранж, у знак сјећања на оснивача Тура — Анрија Дегранжа, додјељује се првом возачу који пређе преко највећег успона на Туру; На Туру 2018. то је успон Кол ди Порте, који се вози на етапи 17. Друга награда је Сувенир Жак Годе, у знак сјећања на бившег директора Тура — Жака Годеа; додјељује се првом возачу преко успона Кол ди Турмале, који се 2018. вози на етапи 19.
| Етапа | Побједник          | Генерални пласман | Класификација по поенима | Брдска класификација | Најбољи млади возач | Тимска класификација | Најагресивнији возач |
| ----- | ------------------ | ----------------- | ------------------------ | -------------------- | ------------------- | -------------------- | -------------------- |
| 1     | Фернандо Гавирија  | Фернандо Гавирија | Фернандо Гавирија        | Кевин Ледонес        | Фернандо Гавирија   | Квик—Степ Флорс      | Јоан Офредо          |
| 2     | Петер Саган        | Петер Саган       | Петер Саган              | Дион Смит            | Фернандо Гавирија   | Квик—Степ Флорс      | Силван Шаванел       |
| 3     | БМЦ                | Грег ван Авермат  | Петер Саган              | Дион Смит            | Серен Краг Андерсен | Квик—Степ Флорс      | није додијељена      |
| 4     | Фернандо Гавирија  | Грег ван Авермат  | Петер Саган              | Дион Смит            | Серен Краг Андерсен | Квик—Степ Флорс      | Жером Кузин          |
| 5     | Петер Саган        | Грег ван Авермат  | Петер Саган              | Томс Скујинш         | Серен Краг Андерсен | Квик—Степ Флорс      | Томс Скујинш         |
| 6     | Данијел Мартин     | Грег ван Авермат  | Петер Саган              | Томс Скујинш         | Серен Краг Андерсен | Квик—Степ Флорс      | Дамијен Годен        |
| 7     | Дилан Груневеген   | Грег ван Авермат  | Петер Саган              | Томс Скујинш         | Серен Краг Андерсен | Квик—Степ Флорс      | Лоран Пишон          |
| 8     | Дилан Груневеген   | Грег ван Авермат  | Петер Саган              | Томс Скујинш         | Серен Краг Андерсен | Квик—Степ Флорс      | Фабијен Грелер       |
| 9     | Џон Дегенколб      | Грег ван Авермат  | Петер Саган              | Томс Скујинш         | Серен Краг Андерсен | Квик—Степ Флорс      | Дамијен Годен        |
| 10    | Жилијен Алафилип   | Грег ван Авермат  | Петер Саган              | Жилијен Алафилип     | Пјер Латур          | Мовистар             | Грег ван Авермат     |
| 11    | Герент Томас       | Герент Томас      | Петер Саган              | Жилијен Алафилип     | Пјер Латур          | Мовистар             | Алехандро Валверде   |
| 12    | Герент Томас       | Герент Томас      | Петер Саган              | Жилијен Алафилип     | Пјер Латур          | Мовистар             | Стивен Кројсвајк     |
| 13    | Петер Саган        | Герент Томас      | Петер Саган              | Жилијен Алафилип     | Пјер Латур          | Мовистар             | Михаел Шер           |
| 14    | Омар Фраиле        | Герент Томас      | Петер Саган              | Жилијен Алафилип     | Пјер Латур          | Мовистар             | Рафалом Стојвен      |
| 15    | Магнус Корт Нилсен | Герент Томас      | Петер Саган              | Жилијен Алафилип     | Пјер Латур          | Мовистар             | Рафал Мајка          |
| 16    | Жилијен Алафилип   | Герент Томас      | Петер Саган              | Жилијен Алафилип     | Пјер Латур          | Бахреин—Мерида       | Филип Жилбер         |
| 17    | Наиро Кинтана      | Герент Томас      | Петер Саган              | Жилијен Алафилип     | Пјер Латур          | Мовистар             | Танел Кангерт        |
| 18    | Арно Демар         | Герент Томас      | Петер Саган              | Жилијен Алафилип     | Пјер Латур          | Мовистар             | Лук Дарбриџ          |
| 19    | Примож Роглич      | Герент Томас      | Петер Саган              | Жилијен Алафилип     | Пјер Латур          | Мовистар             | Микел Ланда          |
| 20    | Том Димулен        | Герент Томас      | Петер Саган              | Жилијен Алафилип     | Пјер Латур          | Мовистар             | Није додијељена      |
| 21    | Александер Кристоф | Герент Томас      | Петер Саган              | Жилијен Алафилип     | Пјер Латур          | Мовистар             | Није додијељена      |
| Крај  | Крај               | Герент Томас      | Петер Саган              | Жилијен Алафилип     | Пјер Латур          | Мовистар             | Данијел Мартин       |

- На другој етапи, Марсел Кител, који је био трећи у класификацији по поенима, носио је зелену мајицу јер је првопласирани Фернандо Гавирија носио жуту мајицу, а другопласирани Петер Саган је одлучио да носи своју мајицу дугиних боја, за Свјетског шампиона.
- На другој етапи,, Дилан Груневеген, који је био другопласирани у класификацији за најбољег младог возача, носио је бијелу мајицу, јер је првопласирани Фернандо Гавирија носио жуту мајицу, као лидер трке.
- На трећој етапи, Александер Кристоф, који је био трећепласирани у класификацији по поенима, носио је зелену мајицу, јер је првопласирани Петер Саган носио жуту мајицу, као лидер трке, док је другопласирани Фернандо Гавирија носио бијелу мајицу, као лидер класификације за најбољег младог возача.
- Због пада на етапи 16. Филип Жилбер није стартовао етапу 17, због чега нико није носио црвени број на етапи.

## Резултати
| жута          | Означава побједника генералног пласмана                     | Тачкаста мајица | Означава побједника брдске класификације | Зелена мајица | Означава побједника класификације по поенима         |
| Бијела мајица | Означава побједника класификације за најбољег младог возача | Жути број       | Означава побједника тимске класификације | Црвени број   | Означава добитника награде за најагресивнијег возача |

### Генерални пласман
| Позиција | Возач                  | Тим              | Вријеме     |
| -------- | ---------------------- | ---------------- | ----------- |
| 1        | Герент Томас (GBR)     | Скај             | 83h 17' 13" |
| 2        | Том Димулен (NED)      | Санвеб           | + 1' 51"    |
| 3        | Крис Фрум (GBR)        | Скај             | + 2' 24"    |
| 4        | Примож Роглич (SVN)    | ЛотоНЛ—Јумбо     | + 3' 22"    |
| 5        | Стивен Кројсвајк (NED) | ЛотоНЛ—Јумбо     | + 6' 08"    |
| 6        | Ромен Барде (FRA)      | АГ2Р ла Мондијал | + 6' 57"    |
| 7        | Микел Ланда (ESP)      | Мовистар         | + 7' 37"    |
| 8        | Данијел Мартрин (IRL)  | УАЕ тим Емирејтс | + 9' 05"    |
| 9        | Илнур Закарин (RUS)    | Каћуша           | + 12' 37"   |
| 10       | Наиро Кинтана (COL)    | Мовистар         | + 14' 18"   |

### Класификација по поенима
| Позиција | Возач                    | Тим              | Поени |
| -------- | ------------------------ | ---------------- | ----- |
| 1        | Петер Саган (SVK)        | Бора—Ханзгро     | 477   |
| 2        | Александер Кристоф (NOR) | УАЕ тим Емирејтс | 246   |
| 3        | Арно Демар (FRA)         | Групама—ФДЈ      | 203   |
| 4        | Џон Дегенколб (GER)      | Трек—Сегафредо   | 178   |
| 5        | Жилијен Алафилип (FRA)   | Квик—Степ Флорс  | 143   |
| 6        | Грег ван Авермат (BEL)   | БМЦ              | 134   |
| 7        | Андреа Пасквалон (ITA)   | Ванти—Груп Гобер | 115   |
| 8        | Герент Томас (GBR)       | Скај             | 110   |
| 9        | Сони Колбрели (ITA)      | Бахреин—Мерида   | 104   |
| 10       | Данијел Мартин (IRL)     | УАЕ тим Емирејтс | 98    |

### Брдска класификација
| Позиција | Возач                  | Тим              | Поени |
| -------- | ---------------------- | ---------------- | ----- |
| 1        | Жилијен Алафилип (FRA) | Квик—Степ Флорс  | 170   |
| 2        | Ворен Барги (FRA)      | Фортунео—Самсик  | 91    |
| 3        | Рафал Мајка (POL)      | Бора—Ханзгро     | 76    |
| 4        | Герент Томас (GBR)     | Скај             | 74    |
| 5        | Том Димулен (NED)      | Санвеб           | 63    |
| 6        | Примож Роглич (SVN)    | ЛотоНЛ—Јумбо     | 56    |
| 7        | Данијел Мартин (IRL)   | УАЕ тим Емирејтс | 41    |
| 8        | Наиро Кинтана (COL)    | Мовистар         | 40    |
| 9        | Танел Кангерт (EST)    | Астана           | 39    |
| 10       | Стивен Кројсвајк (NED) | ЛотоНЛ—Јумбо     | 36    |

### Класификација за најбољег младог возача
| Позиција | Возач                     | Тим                       | Вријеме      |
| -------- | ------------------------- | ------------------------- | ------------ |
| 1        | Пјер Латур (FRA)          | АГ2Р ла Мондијал          | 83h 39' 26"  |
| 2        | Еган Бернал (COL)         | Скај                      | + 5' 39"     |
| 3        | Гијом Мартен (FRA)        | Ванти—Груп Гобер          | + 22' 05"    |
| 4        | Давид Году (FRA)          | Групама—ФДЈ               | + 1h 07' 18" |
| 5        | Данијел Мартинез (COL)    | ЕФ Едукатион Фирст—Драпак | + 1h 16' 01" |
| 6        | Антван Толхук (NED)       | ЛотоНЛ—Јумбо              | + 1h 16' 48" |
| 7        | Серен Краг Андерсен (DEN) | Санвеб                    | + 1h 44' 10" |
| 8        | Стефан Кинг (SUI)         | БМЦ                       | + 1h 45' 01" |
| 9        | Марк Солер (ESP)          | Мовистар                  | + 1h 56' 14" |
| 10       | Магнус Корт Нилсен (DEN)  | Астана                    | + 2h 10' 13" |

### Тимска класификација
| Позиција | Тим              | Вријеме      |
| -------- | ---------------- | ------------ |
| 1        | Мовистар         | 250h 24' 53" |
| 2        | Бахреин—Мерида   | + 12' 33"    |
| 3        | Скај             | + 31' 14"    |
| 4        | ЛотоНЛ—Јумбо     | + 47' 24"    |
| 5        | Астана           | + 1h 15' 32" |
| 6        | Санвеб           | + 1h 58' 54" |
| 7        | АГ2Р ла Мондијал | + 2h 15' 49" |
| 8        | БМЦ              | + 2h 35' 45" |
| 9        | Квик—Степ Флорс  | + 3h 06' 17" |
| 10       | Мичелтон—Скот    | + 3h 13' 41" |